# George Anson (almirante)
George Anson, primer barón Anson, PC RN (Staffordshire, Reino Unido, 23 de abril de 1697-Hertfordshire, Reino Unido, 1 o 6 de junio de 1762) fue un almirante de la Royal Navy y aristócrata británico del siglo XVIII, conocido por haber realizado una circunnavegación del globo y por su papel de supervisión de la Royal Navy durante la guerra de los Siete Años.
La circunnavegación la realizó en el barco HMS Centurion e inicialmente era parte de una expedición de la Royal Navy que tenía por misión desorganizar o capturar las posesiones de España en las costas del Pacífico en América del Sur, mientras Gran Bretaña estaba en guerra con España en 1740. La escuadra de seis barcos sufrió terribles bajas por el escorbuto y en el viaje de regreso a través de Oceanía Anson logró capturar el galeón de Manila, lo que le reportó gran fama y riquezas.

## Familia e inicios de la carrera
El padre de George era William Anson de Shugborough en Staffordshire y su madre era Isabella Carrier, que era la cuñada de Thomas Parker, 1.º conde de Macclesfield, el Lord Canciller, una relación que resultó muy útil para el futuro almirante.
George Anson entró en la Royal Navy en 1712 y ascendió rápidamente, siendo nombrado teniente (lieutenant ) en 1716, comandante (commander) en 1722, capitán (post-captain) en 1724. En este puesto sirvió dos veces en la estación de América del Norte como capitán del HMS Scarborough (1724 a 1730) y del  HMS Squirre (de 1733 a 1735). En 1737 obtuvo el mando del barco de línea HMS Centurion, de 60 cañones. En 1740, en vísperas de la guerra de sucesión austríaca (1740-48), se convirtió en comandante (con el rango de comodoro) de la escuadra enviada a atacar las posesiones españolas en América del Sur en el marco de la guerra del Asiento.

## La expedición al Pacífico

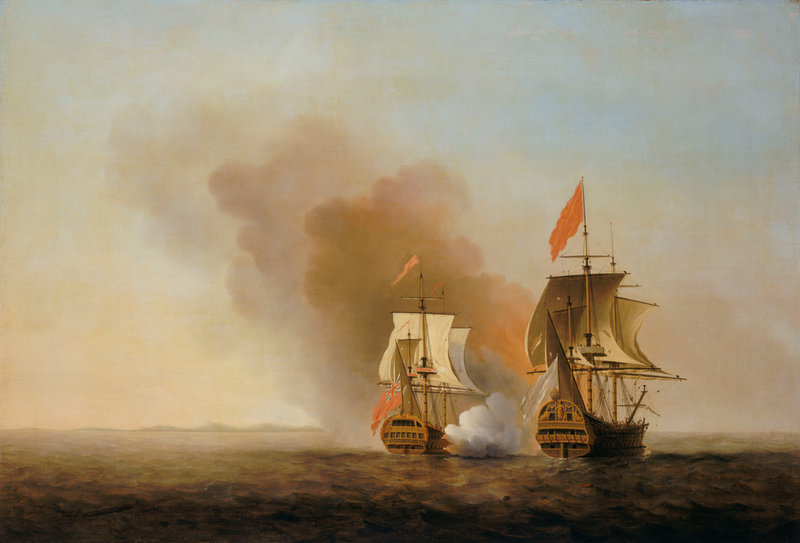
El HMS Centurion capturando el galeón de Manila (obras de Samuel Scott)

La expedición no pudo llevarse a cabo según su ambicioso plan original. El mal equipado escuadrón de Anson tuvo que zarpar más tarde de lo previsto y se componía de cinco barcos de guerra —  HMS Centurion (barco insignia), HMS Gloucester, HMS Severn, HMS Pearl y HMS Wager— un barco de apoyo —HMS Tryal— más dos cargueros de apoyo —Anna e Industry— que tras aprovisionarle en medio del Atlántico regresaron. El retraso acabaría por desbaratar la misión, al menos en la forma en que se había planeado originalmente. La tardanza de la temporada le obligó a rodear el cabo de Hornos con el tiempo muy tormentoso y los instrumentos de navegación de la época no permitían las observaciones exactas, por lo que no lograron saber en que posición estaban. El HMS Pearl y el SHM Severn fueron incapaces de doblar el cabo de Hornos y regresaron a Inglaterra. A su vez, el HMS Wager naufragó poco después frente a las costas de Chile, y sólo cuatro tripulantes, entre ellos John Byron, lograron llegar a las posesiones españolas.
Las enfermedades también hicieron mella en las tripulaciones restantes, que se había reducido a 335 supervivientes de los 961 hombres iniciales en junio de 1741, fecha en la que los tres barcos supervivientes arribaron al archipiélago de Juan Fernández. Aprovechando la falta de navíos españoles en la zona, los británicos saquearon el pequeño puerto peruano de Paita entre el 13 y el 15 de noviembre de 1741. La disminución constante de sus tripulaciones por el escorbuto motivaron que Anson abandonara las naves HMS Gloucester y HMS Tryal y concentrara a todos los supervivientes en el barco insignia HMS Centurion, que zarpó en dirección a Asia ese mismo mes con la intención de interceptar el galeón de Manila, buque español encargado de llevar las ganancias del comercio con China desde las Filipinas a México.
Al llegar al mar de China Meridional el navío tuvo que sortear los barcos de guerra chinos durante un año, pues éstos consideraban a Anson y su tripulación como simples piratas. Tras enormes dificultades, la tripulación consiguió por fin capturar el galeón Nuestra Señora de Covadonga junto al cabo Espíritu Santo al suroeste de las Filipinas, el 20 de junio de 1743 y se hicieron con 1.313.843 reales de a ocho que transportaba. La mercancía adicional capturada fue revendida en Macao, incrementando aún más las ganancias. A continuación, Anson puso rumbo a Inglaterra a través del Cabo de Buena Esperanza, que bordeó el 15 de junio de 1744. Gracias al dinero robado a los españoles, Anson viviría en la riqueza durante el resto de su vida.
El capellán de Anson, Richard Walter, describió la circunnavegación, que el incluyó en el libro A Voyage Round the World, que se publicó en 1748 y fue leído y admirado, entre otros por el filósofo escocés Thomas Carlyle, que lo describió en su History of Friedrich II como «un verdadero poema en su género, o romance hecho; uno de los libritos más placenteros en las librerías del mundo en este momento» («a real poem in its kind, or romance all fact; one of the pleasantest little books in the world's library at this time»).

## Batalla del Cabo Finisterre
Anson fue miembro del Parlamento (MP) por Hedon de 1744 a 1747.
En 1747, Anson comandó la flota que derrotó a los franceses dirigidos por el almirante de la Jacques-Pierre de Taffanel de la Jonquière en la Primera batalla del Cabo Finisterre, capturando cuatro navíos de línea, dos fragatas y siete buques mercantes. En consecuencia, Anson se hizo muy popular, y fue ascendido a vicealmirante y elevado a la nobleza como Barón de Anson de Soberton.

## Primer Lord del Almirantazgo

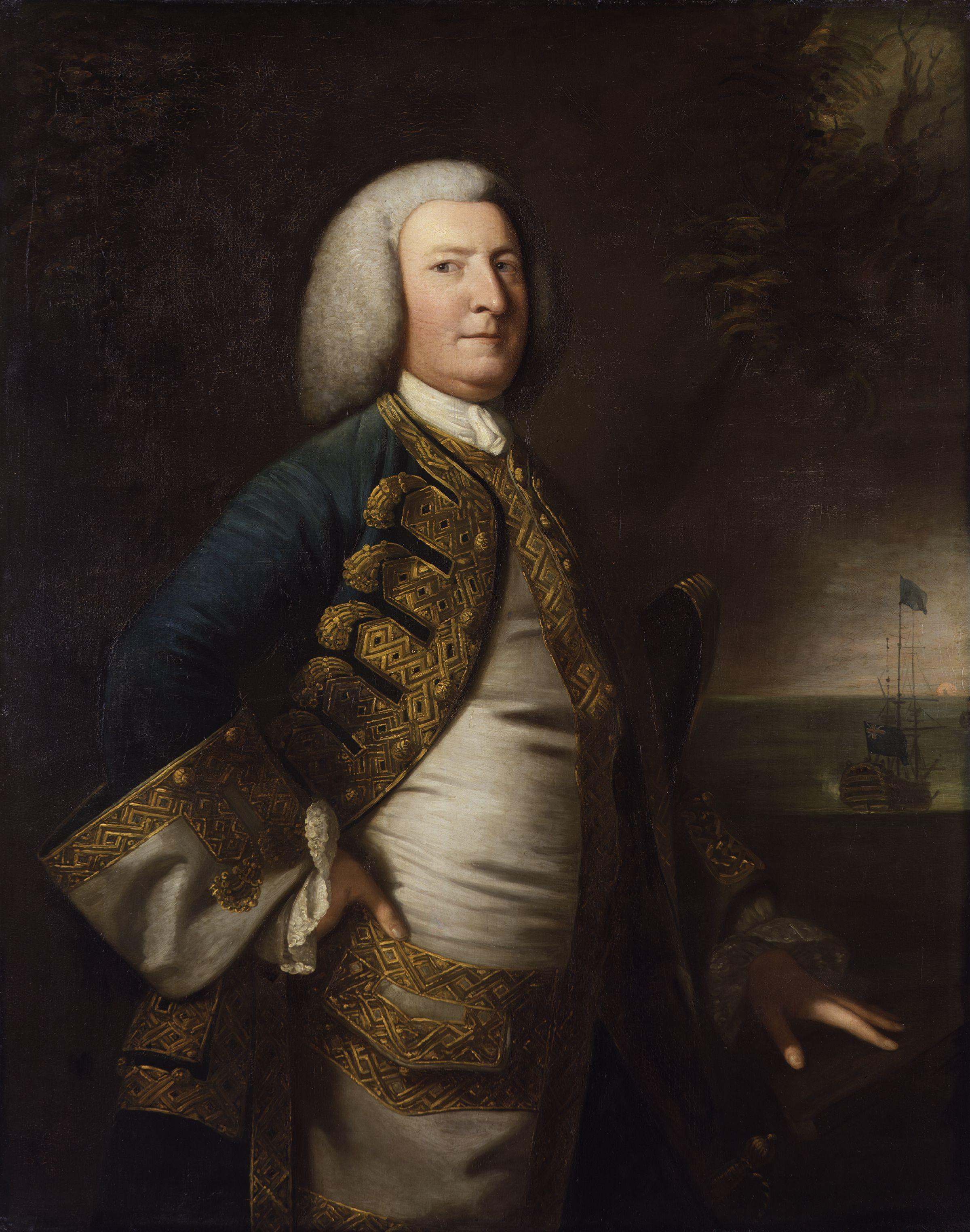
Retrato de George Anson, de Joshua Reynolds, 1755.

Anson posteriormente continuó su carrera naval con distinción como administrador, ingresando en el Consejo del Almirantazgo en diciembre de 1744, después pasando a ser Primer Lord del Almirantazgo de junio de 1751 a noviembre de 1756, y de nuevo desde junio de 1757 hasta su muerte. Entre las reformas que promovió destacan la transferencia de los infantes de marina del Ejército a la autoridad de la Armada, los uniformes para los oficiales, la elaboración de una forma eficaz de jubilación, una media paga que recibían los capitanes y almirantes retirados y presentando una revisión de los artículos de guerra (Articles of War) al Parlamento, lo que aumentó la disciplina en toda la Marina.

## Guerra de los Siete Años
Anson supervisó la Armada durante la mayor parte de la guerra de los Siete Años, y estableció una escuadra permanente en Devenport que pudiera patrullar los accesos occidentales tanto británicos como franceses. Se mostró especialmente preocupado por la posibilidad de una invasión francesa de las islas británicas, lo que le llevó a mantener una gran fuerza en el canal de la Mancha. En 1756 fue criticado por no enviar suficientes barcos con el almirante George Byng para aliviar el sitio de Menorca porque quería proteger Gran Bretaña de una amenaza de invasión, solo para ver que Byng no lograba salvar Menorca, mientras el intento de invasión no se materializó. Esto le llevó a abandonar brevemente el Almirantazgo, pero regresó al puesto a los pocos meses después de la creación del Second Newcastle Ministry.

## Planes de invasión francesa
La respuesta naval británica a un intento más grave de invasión francesa en 1759 fue supervisado por Anson. Se instituyó un bloqueo cerca de la costa francesa, que resultó catastrófico para la economía francesa y aseguró que la flota de invasión no pudiera zarpar sin ser detectada. Las victorias británicas en la batalla de Lagos y en la batalla de la bahía de Quiberon destruyeron cualquier esperanza realista de una gran invasión de las islas británicas, aunque una pequeña fuerza desembarcó en la costa irlandesa (batalla de Carrickfergus).

### Expediciones globales
Además de garantizar la defensa de la patría, Anson coordinado con Pitt una serie de ataques británicos en las colonias francesas por todo el mundo. En 1760 los británicos habían capturado a los franceses Canadá, Senegal y Guadalupe, y siguieron con la captura de Belle Ile y Dominica en 1761. En 1762 la entrada de España en la guerra ofreció posibilidades adicionales a las expediciones británicas. Anson fue el arquitecto de un plan para la toma de La Habana y aprovechó para la captura de Manila, en las Filipinas. Anson había estado preocupado por si la fuerza combinada de las armadas francesa y española podría dominar al Reino Unido, pero aun así se lanzó a la tarea de dirigir esas expediciones. Los británicos también lograron la captura de la Martinica (1762) y Granada, en las Antillas francesas.
En esa época Anson estaba muy enfermo. Se retiró a Bath, donde murió.

## Legado
Siete buques de guerra británicos han recibido el nombre de HMS Anson en su honor. Anson, en Maine, el condado de Anson, en Carolina del Norte, y Ansonborough, en Charleston, Carolina del Sur, también fueron nombrados en su honor.
También tiene una escuela nombrada en su honor en The Royal Hospital School.

## En la literatura
- La circunnavegación del globo de Anson es el tema de las novelas The Golden Ocean (1956) [Contra viento y marea, Edhasa, 1998] y el The Unknown Shore (1959) [La costa desconocida,  Edhasa, 2000], de Patrick O'Brian.
- También se le menciona en la novela Mason and Dixon (1997), de Thomas Pynchon.
- Un incidente en el viaje alrededor del mundo es el tema del famoso poema de William Cowper The Castaway [El náufrago].
- George Anson es mencionado en la obra Julie ou la Nouvelle Héloïse (1761) [Julia o la nueva Eloísa] de Jean-Jacques Rousseau como líder de una expedición alrededor del mundo que el protagonista de la novela, Saint Preux, insta a unirse a su amigo, Mylord Edouard (él mismo, un amigo de Anson), a fin de separarlo de Julie, que está casada con el Sr. de Wolmar. (vol. 3, xxv carta). St-Preux, un neo-héroe romántico, volverá (el que quería morir) después de "haber sufrido mucho, y de haber visto aún más sufrimiento..." Esta historia de amor imposible ( "Héloïse" se refiere a la historia de Abelardo y Eloísa) fue un éxito de la época, que se alquilaba por horas en las librerías. Así el comodoro Anson se hizo conocido para una multitud de lectores de habla francesa, que, posiblemente, se vieron atraídos después a leer el relato de Walter, aumentando su amor por la naturaleza y el "mythe du bon sauvage" que se esconde en sus páginas.
- Una novela completa de F. Van Wyck Mason, Manila Galleon (1961) [El galeón de Manila], relata todo el viaje de la expedición de George Anson, incluidos los terribles esfuerzos de su flotilla en el cabo de Hornos, y el éxito final del HMS Centurion en la captura del galeón de Manila.